# Адгилис деда
Адгилис деда («матерь места»; груз. ადგილის დედა) — грузинская богиня, защитница определённой местности (селения, горы, ущелья, скалы, долины и др.). По внешнему образу — красивая женщина с серебряными украшениями. Заботится о жителях подвластной ей местности (в том числе пришлых). Вероятно в древности она была также и богиней плодородия, и ей поклонялись по всей Грузии. С распространением христианства он пересёкся с культом богоматери, отсюда её имя — божья матерь места или матерь божья. Согласно поверьям горцев Восточной Грузии, Адгилис деда — покровительница женщин, детей, охотников и коров.